# Guarda, Portugal
Guarda (portugisiskt uttal: [ˈɡwaɾdɐ]
 ( lyssna)) är en stad och kommun i norra Portugals inland, 134 km sydöst om Porto. Belägen på 1056 meter över havet är det den högst belägna staden i Portugal. Staden är huvudorten i Guarda kommun (Concelho da Guarda) och residensstad i Guardas distrikt (Distrito da Guarda).
Kommunen har 42 541 invånare (2020) och en yta av 712,00 km².

## Ortnamnet
Ortnamnet Guarda härstammar från latinets guardia (”vaktborg vid gränsen”), som i sin tur kommer från det germanska ordet wardja ”vakt” (jfr det engelska warden med betydelse "vakt").

## Freguesias
Guarda är indelat i 43 freguesias:

- Adão
- Aldeia do Bispo
- Aldeia Viçosa
- Alvendre
- Arrifana
- Avelãs da Ribeira
- Avelãs de Ambom e Rocamondo
- Benespera
- Casal de Cinza
- Castanheira
- Cavadoude
- Codesseiro
- Corujeira e Trinta
- Faia
- Famalicão
- Fernão Joanes
- Gonçalo
- Gonçalo Bocas
- Guarda
- Jarmelo São Miguel
- Jarmelo São Pedro
- João Antão
- Maçainhas de Baixo
- Marmeleiro
- Meios
- Mizarela, Pêro Soares e Vila Soeiro
- Panóias de Cima
- Pega
- Pêra do Moço
- Porto da Carne
- Pousade e Albardo
- Ramela
- Rochoso e Monte Margarida
- Santana da Azinha
- Sobral da Serra
- Vale de Estrela
- Valhelhas
- Vela
- Videmonte
- Vila Cortês do Mondego
- Vila Fernando
- Vila Franca do Deão
- Vila Garcia

## Sevärdheter
Staden är känd för sin katedral från 1400- och 1500-talen (Sé Catedral da Guarda).